# Легка атлетика на літній Спартакіаді УРСР 1971
Змагання з легкої атлетики на VI літній Спартакіаді УРСР відбулись з 20-24 червня у Києві на Центральному стадіоні. За традицією, на змаганнях одночасно були розіграні медалі чемпіонату УРСР з легкої атлетики.
Валерій Борзов повторив рекорд Європи та СРСР в бігу на 100 метрів (10,0), а у складі команди Києва встановив новий республіканський рекорд в естафеті 4х100 метрів (40,1).
Новими республіканськими рекордами відзначились також Людмила Аксьонова в бігу на 400 метрів (53,9 в забігу) та Людмила Мошарова у штовханні ядра (16,96 м).
Республіканські чемпіонати з інших дисциплін легкої атлетики, в тому числі за програмою Спартакіади УРСР, були проведені окремо.

## Основна програма Спартакіади

### Чоловіки
| Дисципліни                | Золото                                                                      | Золото    | Срібло                                 | Срібло    | Бронза                              | Бронза    |
| ------------------------- | --------------------------------------------------------------------------- | --------- | -------------------------------------- | --------- | ----------------------------------- | --------- |
| 100 метрів                | Валерій Борзов Київ                                                         | 10,0 ER   | Віктор Зоркін Харківська обл.          | 10,3      | Валерій Лукаш Київ                  | 10,3      |
| 200 метрів                | Федір Панкратов Донецька обл.                                               | 21,0      | Микола Кужукін Дніпропетровська обл.   | 21,1      | Микола Поленков Київ                | 21,2      |
| 400 метрів                | Володимир Носенко Одеська обл.                                              | 48,4      | Віктор Савченко Ворошиловградська обл. | 49,4      | В. Швець Дніпропетровська обл.      | 49,9      |
| 800 метрів                | Євген Аржанов Київ                                                          | 1.48,5    | Євген Волков Київ                      | 1.50,4    | В. Трофимов Київ                    | 1.51,0    |
| 1500 метрів               | Володимир Пантелей Харківська обл.                                          | 3.44,5    | Валерій Денисов Кримська обл.          | 3.45,7    | Анатолій Коваленко Київ             | 3.46,0    |
| 5000 метрів               | Борис Оляницький Донецька обл.                                              | 13.58,0   | Павло Андреєв Львівська обл.           | 13.59,2   | Степан Байдюк Київська обл.         | 14.00,4   |
| 10000 метрів              | Павло Андреєв Львівська обл.                                                | 28.45,8   | Ігор Щербак Харківська обл.            | 28.50,4   | Степан Байдюк Київська обл.         | 28.51,2   |
| 110 метрів з бар'єрами    | Олександр Синицин Київська обл.                                             | 13,8      | Євген Мазепа Одеська обл.              | 13,8      | Микола Авілов Одеська обл.          | 14,0      |
| 200 метрів з бар'єрами    | В'ячеслав Скоморохов Ворошиловградська обл.                                 | 23,2      | Валерій Федоренко Львівська обл.       | 23,6      | Віталій Силаєв Львівська обл.       | 23,7      |
| 400 метрів з бар'єрами    | В'ячеслав Скоморохов Ворошиловградська обл.                                 | 50,6      | Володимир Булатов Київ                 | 51,6      | Валерій Шкоткін Донецька обл.       | 51,8      |
| 3000 метрів з перешкодами | Микола Драчов Кримська обл.                                                 | 8.42,2    | Микола Арсеєнко Київ                   | 8.43,4    | Леонід Савельєв Київська обл.       | 8.45,0    |
| 4х100 метрів              | КиївВалерій Лукаш Петро Баришков Микола Поленков Валерій Борзов             | 40,1 NR   | Одеська обл.                           | 41,1      | Дніпропетровська обл. Донецька обл. | 41,5      |
| 4х400 метрів              | Львівська обл.В'ячеслав Авсеєв В. Сокол Валерій Федоренко Володимир Погасій | 3.13,2    | Донецька обл.                          | 3.14,8    | Ворошиловградська обл.              | 3.15,1    |
| Ходьба 20000 метрів       | Василь Колодочка Полтавська обл.                                            | 1:30.24,4 | Анатолій Пеньок Запорізька обл.        | 1:32.21,0 | Анатолій Соломін Київська обл.      | 1:32.25,2 |
| Стрибки у висоту          | Рустам Ахметов Житомирська обл.                                             | 2,15      | В'ячеслав Гох Київ                     | 2,10      | В. Шильвестр Київ                   | 2,05      |
| Стрибки з жердиною        | Євген Тананика Харківська обл.                                              | 5,10      | Геннадій Блізнєцов Харківська обл.     | 5,10      | Олександр Федоров Одеська обл.      | 5,00      |
| Стрибки в довжину         | Олексій Хлопотнов Харківська обл.                                           | 7,43      | Леонід Борковський Київська обл.       | 7,37      | Юрій Махов Одеська обл.             | 7,31      |
| Потрійний стрибок         | Анатолій Бойко Донецька обл.                                                | 16,35     | Геннадій Савлевич Львівська обл.       | 15,82     | Олексій Калінін Донецька обл.       | 15,73     |
| Штовхання ядра            | Леонід Смелаш Київська обл.                                                 | 17,95     | Олександр Афанасьєв Харківська обл.    | 17,33     | Валентин Чумак Київ                 | 17,02     |
| Метання диска             | Валентин Ковтун Харківська обл.                                             | 54,78     | Віктор Журба Ворошиловградська обл.    | 54,32     | Олександр Афанасьєв Харківська обл. | 53,86     |
| Метання молота            | Йосип Гамський Львівська обл.                                               | 68,92     | Володимир Цар Львівська обл.           | 67,42     | Анатолій Максимов Київська обл.     | 67,28     |
| Метання списа             | Валерій Бєлан Дніпропетровська обл.                                         | 79,30     | Микола Раздайбейдін Львівська обл.     | 77,72     | Володимир Айгустов Київська обл.    | 75,92     |
| Десятиборство             | Володимир Стрижов Львівська обл.                                            | 7189      | Микола Бугайцов Одеська обл.           | 7109      | Віктор Мороз Дніпропетровська обл.  | 7044      |

### Жінки
| Дисципліни             | Золото                                                                         | Золото   | Срібло                                        | Срібло | Бронза                                 | Бронза |
| ---------------------- | ------------------------------------------------------------------------------ | -------- | --------------------------------------------- | ------ | -------------------------------------- | ------ |
| 100 метрів             | Валентина Потопальська Дніпропетровська обл.                                   | 11,9     | Зінаїда Усенко Харківська обл.                | 12,0   | Тетяна Новикова Дніпропетровська обл.  | 12,0   |
| 200 метрів             | Людмила Аксьонова Харківська обл.                                              | 24,2     | Валентина Потопальська Дніпропетровська обл.  | 24,6   | Ніна Зюськова Донецька обл.            | 24,8   |
| 400 метрів             | Людмила Аксьонова Харківська обл.                                              | 54,4     | Ніна Зюськова Донецька обл.                   | 55,0   | Наталія Супицька Дніпропетровська обл. | 55,8   |
| 800 метрів             | Тамара Пангелова Київ                                                          | 2.07,1   | Ольга Вахрушева Донецька обл.                 | 2.08,4 | Ольга Кушнір Дніпропетровська обл.     | 2.08,9 |
| 1500 метрів            | Тамара Пангелова Київ                                                          | 4.20,6   | Галина Толстих Київ                           | 4.23,6 | Ольга Кушнір Дніпропетровська обл.     | 4.24,3 |
| 100 метрів з бар'єрами | Тамара Стратіус Харківська обл.                                                | 13,9     | Неллі Марченко Київська обл.                  | 13,9   | Лія Хитріна Одеська обл.               | 14,0   |
| 200 метрів з бар'єрами | Тамара Стратіус Харківська обл.                                                | 27,4     | Марина Кропивна Ворошиловградська обл.        | 27,8   | Любов Штаничева Одеська обл.           | 28,2   |
| 4х100 метрів           | Харківська обл.Лілія Гаркава Тамара Стратіус Людмила Аксьонова Зінаїда Усенко  | 46,6     | Дніпропетровська обл.                         | 47,7   | Одеська обл.                           | 47,8   |
| 4х400 метрів           | Дніпропетровська обл.Юлія Атрошенко Наталія Супицька Ольга Кушнір В. Сергієнко | 3.46,8   | Одеська обл.                                  | 3.47,9 | Запорізька обл.                        | 3.52,4 |
| Стрибки у висоту       | Валентина Авілова-Козир Одеська обл.                                           | 1,75     | Олена Житкевич КиївВ. Нікітіна Львівська обл. | 1,65   | не вручалась                           |        |
| Стрибки в довжину      | Тетяна Коцар Донецька обл.                                                     | 6,23     | Олександра Гайова Одеська обл.                | 6,11   | Людмила Підопригора Запорізька обл.    | 6,07   |
| Штовхання ядра         | Людмила Мошарова Ворошиловградська обл.                                        | 16,96 NR | Наталія Виноградова Київська обл.             | 16,75  | Любов Кузьміна Київ                    | 16,34  |
| Метання диска          | Людмила Мошарова Ворошиловградська обл.                                        | 55,82    | Світлана Жиліна Дніпропетровська обл.         | 55,52  | Ніна Нестеренко Черкаська обл.         | 51,78  |
| Метання списа          | Ольга Лузіна Ворошиловградська обл.                                            | 52,12    | Лідія Цимош Київ                              | 51,54  | Олександра Садовнича Харківська обл.   | 48,80  |
| П'ятиборство           | Олександра Гайова Одеська обл.                                                 | 4883     | Віра Бут Полтавська обл.                      | 4644   | Лариса Браганцова Запорізька обл.      | 4491   |

## Інші чемпіонати
- Чемпіонат УРСР з кросу був проведений 25 квітня у Запоріжжі.
- Чемпіонат УРСР з марафонського бігу та шосейної спортивної ходьби на 50 кілометрів серед чоловіків у межах програми Спартакіади УРСР був проведений 6 червня в Києві.

### Чоловіки
| Дисципліни   | Золото                           | Золото    | Срібло                           | Срібло    | Бронза                         | Бронза    |
| ------------ | -------------------------------- | --------- | -------------------------------- | --------- | ------------------------------ | --------- |
| Крос 8 км    | Степан Байдюк Київ               | 23.28,0   |                                  |           |                                |           |
| Марафон      | Володимир Конюков Вінницька обл. | 2:28.26,4 | Василь Шалимінов Київ            | 2:28.41,6 | Василь Легар Київ              | 2:33.15,0 |
| Ходьба 50 км | Юрій Андрющенко Київ             | 4:24.03,0 | Володимир Хоменко Вінницька обл. | 4:41.08,4 | Цезар Ременюк Житомирська обл. | 4:41.18,8 |

### Жінки
| Дисципліни | Золото                | Золото | Срібло | Срібло | Бронза | Бронза |
| ---------- | --------------------- | ------ | ------ | ------ | ------ | ------ |
| Крос 2 км  | Тамара Пангелова Київ | 6.34,8 |        |        |        |        |

## Командний залік
| Місце     | Команда             |
| I група   | I група             |
| --------- | ------------------- |
| 1         | Київ                |
| 2         | Харківська обл.     |
| 3         | Донецька обл.       |
| II група  |                     |
| 1         | Вінницька обл.      |
| 2         | Полтавська обл.     |
| 3         | Черкаська обл.      |
| III група |                     |
| 1         | Хмельницька обл.    |
| 2         | Київська обл.       |
| 3         | Кіровоградська обл. |